# Guvernul Emil Boc (2)

Guvernul Boc (2) la învestire

Guvernul Emil Boc (2) este un guvern al României, în funcție din 23 decembrie 2009 (când a primit votul de învestitură din partea Parlamentului) până la 6 februarie 2012, când, după ce prim-ministrul a depus mandatul guvernului, succesorul acestuia, guvernul Ungureanu, a primit votul de învestitură al Parlamentului.
Coaliția care a susținut acest guvern a fost formată din Partidul Democrat Liberal, Uniunea Democrată Maghiară din România și Uniunea Națională pentru Progresul României, partid format în jurul unor parlamentari independenți care au demisionat sau au fost demiși din partidele ce i-au susținut la alegerile din 2008.

## Contextul venirii la putere
După alegerile legislative din 2008, niciun partid nu a obținut suficiente mandate pentru a forma singur guvernul.
O coaliție între Partidul Social Democrat (PSD) și Partidul Democrat-Liberal (PD-L) a susținut imediat după alegeri un guvern condus de Emil Boc.
În preludiul alegerilor prezidențiale din 2009, PSD s-a retras de la guvernare și guvernul Boc a fost demis prin moțiune de cenzură, la data de 13 octombrie.
A fost pentru prima oară, în istoria post-decembristă, când un guvern este demis de către Parlament, prin adoptarea unei moțiuni.
Campania electorală a acestor alegeri s-a suprapus peste această criză politică, criză care, alături de cea economică, a constituit principala temă de dezbateri în campanie.
Candidatul PSD, Mircea Geoană, a propus în campania electorală o coaliție cu PNL și UDMR cu un guvern condus de Klaus Johannis, dar Traian Băsescu a fost reales cu propunerea sa pentru o guvernare de dreapta.
Un prim candidat la funcția de prim ministru propus de Băsescu, Lucian Croitoru, fusese respins de parlament, iar candidatura lui Liviu Negoiță era la acel moment înghețată în legislativ. 
După ce propunerea de intrare la guvernare alături de PD-L adresată PNL a fost refuzată, președintele a mediat o coaliție a PD-L cu UDMR, minoritățile naționale și grupul parlamentarilor independenți. Liviu Negoiță și-a depus mandatul, iar Emil Boc a fost propus pentru un nou mandat de premier și a fost validat la 23 decembrie 2009. Parlamentarii independenți au format mai târziu Uniunea Națională pentru Progresul României, formațiune politică cu orientare declarată de centru-stânga.

## Componența
| Prim-ministru                                             | Nume                 | Partid      | În funcție din     | Până la                                   |
| --------------------------------------------------------- | -------------------- | ----------- | ------------------ | ----------------------------------------- |
| Prim-ministru al României                                 | Emil Boc             | PDL         | 23 decembrie 2009  | 6 februarie 2012                          |
| Vice-prim-ministru                                        | Nume                 | Partid      | În funcție din     | Până la                                   |
| Vice-prim-ministru                                        | Béla Markó           | UDMR        | 23 decembrie 2009  | 9 februarie 2012                          |
| Portofolii                                                | Nume                 | Partid      | În funcție din     | Până la                                   |
| Ministerul de Justiție                                    | Cătălin Predoiu      | Independent | 23 decembrie 2009  | 9 februarie 2012                          |
| Ministerul Apărării Naționale                             | Gabriel Oprea        | UNPR        | 23 decembrie 2009  | 9 februarie 2012                          |
| Ministerul Culturii                                       | Hunor Kelemen        | UDMR        | 23 decembrie 2009  | 9 februarie 2012                          |
| Ministerul Agriculturii                                   | Mihail Dumitru       | Independent | 23 decembrie 2009  | 3 septembrie 2010                         |
| Ministerul Agriculturii                                   | Valeriu Tabără       | PDL         | 3 septembrie 2010  | 9 februarie 2012                          |
| Ministerul Sănătății Publice                              | Attila Cseke         | UDMR        | 23 decembrie 2009  | 17 august 2012                            |
| Ministerul Sănătății Publice                              | Ladislau Ritli       | UDMR        | 17 august 2011     | 9 februarie 2012                          |
| Ministerul Afacerilor Externe                             | Teodor Baconschi     | PDL         | 23 decembrie 2009  | 23 ianuarie 2012                          |
| Ministerul Afacerilor Externe                             | Cristian Diaconescu  | UNPR        | 24 ianuarie 2012   | 9 februarie 2012                          |
| Ministerul Economiei și Comerțului                        | Adriean Videanu      | PDL         | 23 decembrie 2009  | 3 septembrie 2010                         |
| Ministerul Economiei și Comerțului                        | Ion Ariton           | PDL         | 3 septembrie 2010  | 9 februarie 2012                          |
| Ministerul Finanțelor Publice                             | Sebastian Vlădescu   | PDL         | 23 decembrie 2009  | 3 septembrie 2010                         |
| Ministerul Finanțelor Publice                             | Gheorghe Ialomițianu | PDL         | 3 septembrie 2010  | 9 februarie 2012                          |
| Ministerul Muncii                                         | Mihai Șeitan         | PDL         | 23 decembrie 2009  | 3 septembrie 2010                         |
| Ministerul Muncii                                         | Ioan Botiș           | PDL         | 3 septembrie 2010  | 3 iunie 2011                              |
| Ministerul Muncii                                         | Sebastian Lăzăroiu   | PDL         | 3 iunie 2011       | 19 septembrie 2011                        |
| Ministerul Muncii                                         | Sulfina Barbu        | PDL         | 19 septembrie 2011 | 9 februarie 2012                          |
| Ministerul Mediului                                       | László Borbély       | UDMR        | 23 decembrie 2009  | 9 februarie 2012                          |
| Ministerul Transporturilor și Infrastructurii             | Radu Berceanu        | PDL         | 23 decembrie 2009  | 3 septembrie 2010                         |
| Ministerul Transporturilor și Infrastructurii             | Anca Boagiu          | PDL         | 3 septembrie 2010  | 9 februarie 2012                          |
| Ministerul Administrației și Internelor                   | Vasile Blaga         | PDL         | 23 decembrie 2009  | 27 septembrie 2010                        |
| Ministerul Administrației și Internelor                   | Traian Igaș          | PDL         | 27 septembrie 2010 | 9 februarie 2012                          |
| Ministerul Educației, Cercetării și Inovării              | Daniel Funeriu       | PDL         | 23 decembrie 2009  | 9 februarie 2012                          |
| Ministerul Dezvoltării Regionale și Turismului            | Elena Udrea          | PDL         | 23 decembrie 2009  | 9 februarie 2012                          |
| Ministerul Comunicațiilor și al Societății Informaționale | Gabriel Sandu        | PDL         | 23 decembrie 2009  | 3 septembrie 2010                         |
| Ministerul Comunicațiilor și al Societății Informaționale | Valerian Vreme       | PDL         | 3 septembrie 2010  | 9 februarie 2012                          |
| Ministerul Afacerilor Europene                            | Leonard Orban        | Independent | 20 septembrie 2011 | activitate continuată în guvernul următor |

1. ↑  Mandatul său a început de fapt în 29 februarie 2008, în timpul guvernului Tăriceanu.
2. ↑  Inițial independent, a devenit membru fondator al UNPR pe parcursul mandatului
3. ↑  Inițial independent, înscris în PDL pe parcursul mandatului

## Politica fiscală și economică
Guvernul a venit la putere după o criză politică prelungită, coroborată cu efectele unei crize economice. Pentru echilibrarea bugetului, guvernul român avea nevoie de o tranșă a unui împrumut de la Fondul Monetar Internațional, instituție care, însă, a blocat această tranșă până la adoptarea bugetului pe anul 2010, buget care a intrat în dezbaterea Parlamentului la scurt timp după învestitura guvernului. Deși politica guvernului a fost menținerea cotei unice de impozitare, ministrul de finanțe, Sebastian Vlădescu, s-a opus oricărei încercări de a reduce contribuțiile la Asigurările Sociale și alte obligații fiscale, promițând însă că 2010 „va fi primul an în care renaște speranța”.

### Creșterea veniturilor la bugetul de stat
Vlădescu, de acord cu ministrul muncii, Mihai Șeitan, au propus și impozitarea și încasarea de contribuții la asigurările sociale din contractele pentru drepturi de autor; vicepremierul Markó a afirmat în legătură cu această propunere că oamenii care produc creații culturale trebuie să fie protejați de vitregiile unei economii în criză, dar că măsura ar putea ajuta la plata pensiilor celor care au practicat profesii libere; ministrul culturii Kelemen s-a opus și el acestei propuneri.
Bugetul pe anul 2010 a fost prima grijă a guvernului după investitură, deoarece adoptarea sa era deja în întârziere. El a fost adoptat în ziua de 15 ianuarie 2010 și a fost un buget de austeritate, în condițiile scăderii drastice a încasărilor bugetare din cauza crizei economice. În scopul echilibrării bugetului, s-a renunțat la reducerea de impozit a microîntreprinderilor (care trebuia să plătească un impozit de 3%), acest impozit aplicat microîntreprinderilor fiind adus la nivelul cotei unice de 16%.
Pe termen mai lung, ministrul finanțelor a propus și schimbarea schemei de impozitare a proprietăților imobiliare la valoarea lor reală, ceea ce ar duce la creșterea impozitelor locale.
Printr-o ordonanță de urgență aplicabilă de la 1 iulie 2010, guvernul a impus noi impozite, lărgind baza de impozitare. Astfel, tichetele cadou, de masă, de creșă și de vacanță, precum și plățile compensatorii au fost asociate salariului și impozitate; cotele de cheltuială forfetară acordate veniturilor din dreptul de autor s-au înjumătățit; s-au impus impozite pe veniturile din dobânzi; cota de impunere anticipată pentru tranzacțiile cu valută la termen a fost crescută de la 1% la 16%, iar cea pentru câștigurile din jocuri de noroc a fost stabilită la 25%. De asemenea, guvernul a impus taxe locale suplimentare pe care trebuie să le plătească cei care dețin mai mult de o clădire, impozit care crește progresiv cu cât sunt deținute mai multe clădiri în afara celei de domiciliu.

### Reducerea cheltuielilor bugetare
Pe 27 aprilie 2010, o delegație de la FMI a vizitat România pentru a evalua acordul stand-by încheiat între această țară și instituția financiară și pentru a decide dacă va elibera sau nu a cincea tranșă a acestui împrumut.
Delegația și-a prelungit șederea până la 9 mai, timp în care a avut mai multe întâlniri cu guvernul și cu opoziția.
Delegația a constatat că, în condițiile continuării recesiunii, deficitul bugetar al României este mai mare decât cel asumat în acordul stand-by și a cerut guvernului echilibrarea acestuia.
La început, au circulat zvonuri privind o creștere a cotei unice de impozitare sau a taxei pe valoarea adăugată, dar președintele Traian Băsescu a intervenit și a cerut guvernului reducerea cheltuielilor bugetare, începând cu pensiile și cu fondul de salarii pentru instituțiile finanțate de la buget.
Emil Boc a anunțat, în final, un pachet de măsuri de austeritate, printre care reducerea cu 15% a pensiilor, a ajutoarelor sociale, eliminarea celui de-al treisprezecelea salariu, reducerea fondului de salarii din sistemul bugetar din anul 2011, eliminarea scutirii de impozitare a specialiștilor din domeniul tehnologiei informației, reducerea cu 25% a salariilor din companiile de stat și impozitarea progresivă a proprietăților imobiliare.
Deși s-a confruntat cu proteste sindicale ale angajaților din sectorul bugetar și ale pensionarilor, și a făcut unele concesii, guvernul a promovat prin asumarea răspunderii un pachet de măsuri de reducere a cheltuielilor bugetare. Prin acest pachet, guvernul a redus salariile angajaților din sistemul bugetar cu 25% și pensiile cu 15%; guvernul a menținut salariul minim pe economie la același nivel (600 de lei), pensia minimă garantată și venitul minim garantat pe o perioadă de 7 luni, până la 31 decembrie 2010; alte măsuri de restructurare a administrației ar urma să permită creșterea salariilor din anul următor.
Opoziția a depus o moțiune de cenzură, care însă nu a fost adoptată de parlament, în ciuda unor voturi date în favoarea ei chiar de unii membri ai coaliției de guvernare.
Curtea Constituțională a declarat, însă, neconstituționale articolele ce modificau cuantumul pensiilor, motivând decizia prin faptul că este afectat dreptul constituțional la pensie.
Legea a fost modificată apoi în Parlament prin eliminarea pasajelor declarate neconstituționale, fiind limitată la reducerea salariilor în sistemul bugetar.
Pentru a compensa imposibilitatea economisirii de fonduri la bugetul de stat prin reducerea pensiilor, guvernul a adoptat o ordonanță de urgență prin care a mărit taxa pe valoarea adăugată de la 19% la 24%.

## Infrastructură
Radu Berceanu, ministrul transporturilor, a stabilit ca obiectiv construirea în 2010 a 101,46 km de autostrăzi, respectiv diferite porțiuni din autostrada A3, dar a avertizat că bugetul ministerului este redus, cele 10,8 miliarde de lei primite la începutul anului fiind insuficiente pentru derularea tuturor proiectelor.
Pe lângă segmentele de autostradă ce urmează a fi date în folosință în 2010, guvernul a semnat la 18 ianuarie 2010 contractul pentru construirea segmentului Comarnic–Brașov al acestei autostrăzi, prima porțiune de autostradă din România ce urma a fi construită în concesiune.
Trei luni mai târziu, însă, la limita perioadei în care se putea renunța la contract fără penalizări, concernul Vinci-Aktor, care câștigase licitația, a anunțat că nu a reușit să atragă fonduri pentru demararea proiectului, și astfel a fost nevoit să rezilieze contractul.
Guvernul a semnat un acord de împrumut cu Banca Europeană de Investiții pentru construirea liniei de metrou Universitate–Drumul Taberei în București și a inițiat un proiect de lege care trebuie aprobat de Parlament pentru începerea procedurilor de atribuire.

## Servicii publice și politici sociale

### Sănătate
Ministrul sănătății Attila Cseke a propus la începutul lui 2010 introducerea unei taxe pe produsele fast food, menită să finanțeze programe de sănătate și investiții în infrastructura sistemului sanitar și, pe termen lung, să descurajeze consumul de produse alimentare nesănătoase. Propunerea s-a concretizat prin lansarea în dezbatere publică a unui proiect de lege în acest sens, care întâmpină opoziție din partea patronatelor din industria alimentară. În martie 2010, Partidul Național Liberal, de opoziție, a depus o moțiune simplă împotriva ministrului sănătății, moțiune intitulată La sănătate nimic nu e sănătos, prin care a cerut alocarea unui procent de cel puțin 6% din Produsul Intern Brut acestui minister, precum și depolitizarea managementului instituțiilor din subordinea sa. La dezbaterea acestei moțiuni, ministrul Cseke a acuzat unele zvonuri care derutau dezbaterea publică asupra proiectului taxării alimentelor nesănătoase și a mulțumit opoziției liberale pentru susținerea acestui proiect.
În vederea reducerii risipei de fonduri bugetare, ministrul Cseke a promovat o ordonanță de urgență prin care se reglementau concediile medicale, astfel încât ele să nu mai poată fi acordate abuziv. Ordonanța prevede amenzi pentru acordarea de concedii medicale fără justificare și măsuri de control ale persoanelor aflate în astfel de concediu și a început să fie aplicată din luna iunie 2010.

### Programe sociale
La început de mandat, guvernul Boc s-a pronunțat pentru continuarea programului Prima Casă, program inițiat de executivul anterior, cu scopul de a ușura achiziția unei prime locuințe de persoanele care nu au fost niciodată proprietari și de a ajuta industria de construcții de locuințe. În noua guvernare, programul urmează să se orienteze exclusiv către imobilele nou construite. Ministrul dezvoltării regionale, Elena Udrea, a propus ca locuințele ANL să fie vândute chiriașilor la prețuri sub cele ale pieței pentru ca banii obținuți să se investească în infrastructură urbană și în reabilitarea blocurilor vechi. Același ministru dorește ca începând cu a doua jumătate a anului 2010 să demareze un proiect de construire de locuințe pentru profesioniștii ce doresc să activeze în mediul rural.

### Cultură și educație
Ministrul culturii Hunor Kelemen și-a propus ca în fiecare municipiu să existe cel puțin un cinematograf funcțional; deși bugetul pe primul an de guvernare este unul de austeritate și nu permite realizarea acestui scop, ministrul a declarat că parteneriatele locale ar putea pune acest proiect în mișcare.

## Politica externă
Ministrul de externe Teodor Baconschi s-a pronunțat la începutul mandatului pentru o „reinventare” a relației cu Federația Rusă, afirmând că relațiile internaționale nu pot fi definite în termenii declarațiilor inflamatoare din campania electorală și pronunțându-se pentru o revenire la pragmatism. Un alt obiectiv al politicii externe este aderarea României la spațiul Schengen în 2011, proces în care Baconschi a identificat întârzieri pentru care a acuzat electoralismul și criza politică.

### Relațiile cu Republica Moldova
După cum a arătat președintele Traian Băsescu, aflat la începutul celui de-al doilea mandat în funcție, relațiile cu Republica Moldova sunt un punct important în politica externă a României, schimbările politice din această țară fiind o premisă bună pentru îmbunătățirea relațiilor bilaterale. Prima vizită în străinătate a președintelui în noul mandat a fost cea efectuată în Republica Moldova, în perioada 26–27 ianuarie 2010, așa cum a fost cazul și în primul său mandat, dar de această dată Traian Băsescu a mers la Chișinău însoțit de mai mulți membri ai guvernului, inclusiv șase miniștri. În perioada premergătoare acestei vizite, Ministrul de Externe Baconschi a organizat la Bruxelles un grup informal de „prieteni ai Moldovei” cu scopul de a implica mai activ Uniunea Europeană în problemele acestui stat aflat în imediata sa vecinătate. Același ministru a mai declarat în mai multe rânduri că Republica Moldova este „proiectul de suflet” al României și, la lansarea cărții Cominternul de Gheorghe Cojocaru, a arătat că moldovenismul este „un construct etnic și geopolitic artificial”, ale cărui „efecte nocive și daune colaterale se văd și astăzi în Republica Moldova”.
În cadrul vizitei din ianuarie 2010, România s-a angajat pentru sprijinul integrării europene a Republicii Moldova, printr-un ajutor economic de 100 milioane de euro și a anunțat pregătirea conectării infrastructurii energetice și a conductelor de gaze dintre cele două țări. La această întâlnire s-a semnat acordul privind micul trafic de frontieră între cele două țări, prin care cetățenii rezidenți în apropierea graniței comune pot călători liber în regiunile apropiate din țara vecină cu ajutorul unor permise valabile 2 ani (cu posibilitate de prelungire până la 5 ani) și care se obțin folosind o procedură mai simplă decât vizele. Acordul a intrat în vigoare în ziua de 26 februarie 2010.

### Relațiile cu NATO
În ianuarie 2010, România a decis suplimentarea trupelor trimise în Afganistan cu încă 600 de militari. Decizia a fost anunțată aliaților din NATO în ianuarie 2010 la conferința de la Londra pe tema Afganistanului.
României i s-a propus în februarie 2010 de către Statele Unite participarea la un proiect militar defensiv prin care mai multe zone din Europa ar fi protejate împotriva unor posibile atacuri cu rachete balistice din Iran. Președintele Băsescu a anunțat, în urma unei ședințe a Consiliului Suprem de Apărare a Țării că România acceptă amplasarea pe teritoriul său a unor sisteme de interceptare a rachetelor.
Acordul a fost semnat în cele din urmă la Washington, DC de către ministrul Baconschi în cadrul unei vizite efectuate de o delegație în frunte cu Traian Băsescu.
Căderea guvernului Boc
Guvernul Boc a căzut în urma unor largi proteste populare desfășurate în marile orașe din România.